# Американские дикобразы
Американские дикобра́зы, или иглошёрсты, или древеснодикобразовые (лат. Erethizontidae), — семейство млекопитающих отряда грызунов. Обитают в Новом Свете.

## Внешний вид
Средние и крупные грызуны. Внешне сходны с настоящими дикобразами, но мельче и без сильно удлиненных игл на задней части спины. Длина тела варьирует от 45 до 86 см; весят до 18 кг. Тело массивное, покрытое густым волосяным покровом, который на хвосте переходит в щетину. Среди волос на спинной стороне тела и на хвосте расположены острые иглы длиной 2,5—11 см. У некоторых видов цепкий хвост, длиной до 45 см. Когти длинные, острые. Зубов — 20.

## Распространение
Один вид (североамериканский дикобраз) распространен в Северной Америке; остальные обитают в Южной — от южной Мексики до Эквадора и северной Аргентины.
В Южной Америке появились в олигоцене, в Северной — в конце плиоцена.

## Образ жизни и питание
Обитают в лесных районах и хорошо приспособлены к древесному образу жизни. Некоторые виды живут на деревьях, в дуплах; другие селятся на земле, у корней, в расщелинах скал. Все древесные дикобразы прекрасно лазают. Как и обычные дикобразы, активны в основном ночью. Живут поодиночке или парами.
Питаются разнообразной растительной пищей — от коры до ягод.
На древесных дикобразов охотятся самые разные хищники — лисицы, койоты и волки, медведи, рыси, — но в основном куньи (куницы, росомаха, горностай, норка). Один из хищников, илька, был специально заселен в некоторые районы Северной Америки, чтобы держать под контролем популяцию североамериканского дикобраза (Erethizon dorsatum).
Защищаясь, древесный дикобраз кусается и бьет противника хвостом, на котором находятся зазубренные иглы, наносящие болезненные, воспаляющиеся раны.

## Размножение
Интенсивность размножения довольно низкая. Самка рождает обычно одного детеныша в год. Новорожденные крупные и хорошо развитые; рождаются с открытыми глазами, развитым волосяным покровом, могут лазать по деревьям.
Продолжительность жизни древесного дикобраза в природе не менее 3 лет.

## Классификация
База данных Американского общества маммологов (ASM Mammal Diversity Database) признаёт 2 подсемейства, 3 рода и 18 видов американских дикобразов:
- Подсемейство Chaetomyinae
  - Род Тонкоиглые дикобразы (Chaetomys)[3]
    - Тонкоиглый дикобраз (Chaetomys subspinosus)[3]
- Подсемейство Erethizontinae
  - Род Цепкохвостые дикобразы (Coendou)
    - Coendou baturitensis
    - Двухцветный дикобраз (Coendou bicolor)
    - Перуанский дикобраз (Coendou ichillus)[4]
    - Бразильский дикобраз (Coendou insidiosus), или суринамский дикобраз[4]
    - Coendou longicaudatus
    - Coendou melanurus
    - Мексиканский дикобраз (Coendou mexicanus)[3]
    - Coendou nycthemera
    - Цепкохвостый дикобраз (Coendou prehensilis)
    - Coendou pruinosus
    - Coendou quichua
    - Бразильский дикобраз (Coendou roosmalenorum)[4]
    - Амазонский дикобраз (Coendou rufescens)
    - Coendou speratus
    - Колючий дикобраз (Coendou spinosus), или парагвайский дикобраз[4]
    - Венесуэльский дикобраз (Coendou vestitus), или бурый дикобраз[4]

  - Род Североамериканские дикобразы (Erethizon)
    - Североамериканский дикобраз (Erethizon dorsatum)

Наиболее распространён цепкохвостый дикобраз (Coendou prehensillis), который водится в тропических лесах Боливии, Бразилии, Гайаны и на востоке Венесуэлы. Масса 1-5 кг; длина тела 30-60 см. Иглы короткие, толстые, желтоватые; волосы на спине темные, на брюхе — серые. Хвост цепкий, обычно лишенный игл, 33-48 см длиной.
Образ жизни древесный, на землю спускается редко, для водопоя. По земле ходит легко, но медленно. Активен ночью; днем спит на высоте 6-10 м. Пойманный, сворачивается в шар. Питается листьями, почками, плодами; иногда разоряет плантации гуавы и бананов. Используется местным населением в пищу.
Амазонский дикобраз (Coendou rufescens). Длина тела около полуметра, хвост нецепкий, короткий (15 см) и покрыт иглами. Иглы длиной 5-10 см. Окраска головы и шеи почти белая, остальная часть тела пестрая, черно-белая. Обитает в горных лесах по склонам Анд в верховьях бассейна Амазонки и в пределах Перу и Колумбии, на высоте от 800 до 1200 м над уровнем моря. Впервые был пойман и описан в 1860 г., но затем его никто не видел до 1920 г.; образ жизни изучен мало.